# Мераклии
„Мераклии“ (на английски: Tomcats) е американски игрален филм (комедия, романтичен, еротичен) от 2001 година по режисура и сценарий на Грегъри Пойрер. Оператор е Чарлс Мински. Музиката във филма е композирана от Джоузеф Дж. Лили.

## Сюжет
Внимание:  Текстът по-долу разкрива сюжета на произведението (или части от него)!
Мераклии е скандално весела и секси комедия, за свързването, съжителстването и старанието да останеш необвързан.
Шестима приятели се заклеват никога да не се оженят и всеки от тях внася 1000 щ.д. във фонд с уговорката, че последният останал необвързан ще получи цялата сума. Седем години по-късно ергените са само двама – Майкъл (Джери О'Конъл) и Кайл (Джейк Бъзи), а залогът е нараснал на половин милион щатски долара. Отчаяно нуждаещ се от пари, за да плати огромен дълг от хазарт, Майкъл замисля да ожени приятеля си за супер секси мадамата Натали (Шанън Елизабет, „Американски пай“), която за Кайл е „изгубената любов на живота му“. Чрез малка творческа намеса, включваща сексуално превъртяла библиотекарка, гангстер от Лас Вегас и бързо пътуване до банка за сперма, Майкъл и Натали планират да въвлекат Кайл в нечестив брак и да разделят парите. Но когато самият комбинатор се влюбва в Натали, надбягването за пари прави луд завой, който ще ви накара да пресипнете от смях.

## В България
В България филмът е издаден на VHS през 2002 г. от „Мейстар Филм“ и е с български субтитри.
През 2014 г. филмът е излъчен по bTV с български войсоувър дублаж. Екипът се състои от:
| Озвучаващи артисти  | Яна Огнянова Васил Бинев Димитър Иванчев Емил Емилов Светломир Радев Елена Бойчева |
| Преводач            | Елена Илиева                                                                       |
| Тонрежисьор         | София Георгиева                                                                    |
| Режисьор на дублажа | Здрава Каменова                                                                    |